# Cor Remmen
Cornelis Joannes Josephus (Cor) Remmen (Demen, 8 mei 1893 – Nijmegen, 24 januari 1964) was een Nederlands politicus.
Hij werd geboren als zoon van Gerardus Hubertus Remmen (1856-1924, schoolhoofd) en Petronella Lorskens (1850-1924). Hij was aan het begin van zijn ambtelijke loopbaan werkzaam bij de gemeenten Wijchen en Oss. Vervolgens was hij pas anderhalf jaar gemeentesecretaris van Oeffelt voor hij daar, net 25 jaar, in 1918 benoemd werd tot burgemeester. Daarnaast was Remmen in 1941 waarnemend burgemeester van de gemeenten Cuijk en Sint Agatha en Linden. In 1942 werd zijn termijn als burgemeester van Oeffelt niet verlengd. Hij werd door de Duitse bezetters als gijzelaar geïnterneerd in Kamp Haaren en daarna Kamp Sint-Michielsgestel. Na de bevrijding in 1944 keerde Remmen weer terug als burgemeester van Oeffelt en in 1952 volgde zijn benoeming tot burgemeester van Budel. Hij ging daar in juni 1958 met pensioen al bleef hij daarna nog twee maanden aan als waarnemend burgemeester.
Remmen overleed in 1964 op 70-jarige leeftijd. Zijn oom W.H. Remmen was burgemeester van Megen, Haren en Macharen.